# Envigado Fútbol Club
L'Envigado Fútbol Club è una società calcistica colombiana, con sede a Envigado. Milita nella Liga Águila, la massima serie del calcio colombiano.

## Storia
Fondato il 14 ottobre 1989, non ha mai vinto titoli nazionali di massima serie, e ha disputato 13 stagioni in prima divisione.

## Allenatori
- Rubén Darío Bedoya
- Luis Augusto García (1992)
- Fernando Castro (luglio 1993 - giugno 1995)
- Orlando Restrepo (2005)
- Jesús Barrios (2007 - ottobre 2008)
- Óscar Aristizábal (dicembre 2008 - novembre 2009)
- Jesús Barrios (novembre 2009 - giugno 2011)
- Pedro Sarmiento (luglio 2010 - aprile 2013)
- Miguel Cadavid (20??-??)
- Juan Carlos Sánchez (aprile 2013 -)

## Calciatori
Di seguito, sono elencati alcuni dei giocatori più rappresentativi della squadra:
- Fredy Guarín
- James Rodríguez
- Mateus Uribe
- Juan Fernando Quintero
- Jhon Córdoba
- Yaser Asprilla

## Palmarès

### Competizioni nazionali
- Categoría Primera B: 2

1991, 2007

### Altri piazzamenti
- Copa Colombia:

Semifinalista: 2008

## Organico

### Rosa 2016
| N. |                     | Ruolo | Calciatore       |
| -- | ------------------- | ----- | ---------------- |
| 1  | Colombia (bandiera) | P     | Bréiner Castillo |
| 2  | Colombia (bandiera) | D     | Santiago Ruiz    |
| 5  | Colombia (bandiera) | D     | Andrés Orozco    |
| 6  | Spagna (bandiera)   | C     | Diego Gregori    |
| 7  | Colombia (bandiera) | A     | Ray Vanegas      |
| 8  | Colombia (bandiera) | C     | Yairo Moreno     |
| 10 | Colombia (bandiera) | C     | Michael López    |
| 11 | Colombia (bandiera) | A     | Cristian Arango  |
| 12 | Colombia (bandiera) | P     | Santiago Londoño |
| 12 | Colombia (bandiera) | C     | Diego Moreno     |
| 15 | Colombia (bandiera) | D     | Santiago Jiménez |
| 16 | Colombia (bandiera) | C     | Cristian Arrieta |
| 17 | Colombia (bandiera) | C     | Nicolás Rubio    |
| 18 | Colombia (bandiera) | C     | Juan Mosquera    |

| N. |                        | Ruolo | Calciatore         |
| -- | ---------------------- | ----- | ------------------ |
| 19 | Colombia (bandiera)    | A     | Michael Gómez      |
| 20 | Colombia (bandiera)    | A     | Brayan Rovira      |
| 21 | Colombia (bandiera)    | D     | Jefferson Gómez    |
| 22 | Colombia (bandiera)    | A     | Miguel Pérez       |
| 23 | Spagna (bandiera)      | C     | Juan Ramón         |
| 23 | Colombia (bandiera)    | C     | Venji Castrillón   |
| 24 | Colombia (bandiera)    | A     | Duván Vergara      |
| 25 | Colombia (bandiera)    | C     | Iván Rojas         |
| 26 | Colombia (bandiera)    | D     | Otto Franco        |
| 27 | Inghilterra (bandiera) | C     | George Saunders    |
| 28 | Colombia (bandiera)    | C     | Faber Mosquera     |
| 29 | Colombia (bandiera)    | D     | Yonatan Murillo    |
| 30 | Colombia (bandiera)    | P     | Jefferson Martínez |
|    | Colombia (bandiera)    | D     | Jorge Segura       |